# Salàs de Pallars
Salàs de Pallars è un comune spagnolo di 323 abitanti situato nella comunità autonoma della Catalogna, nella provincia di Lleida.